# George C. Marshall

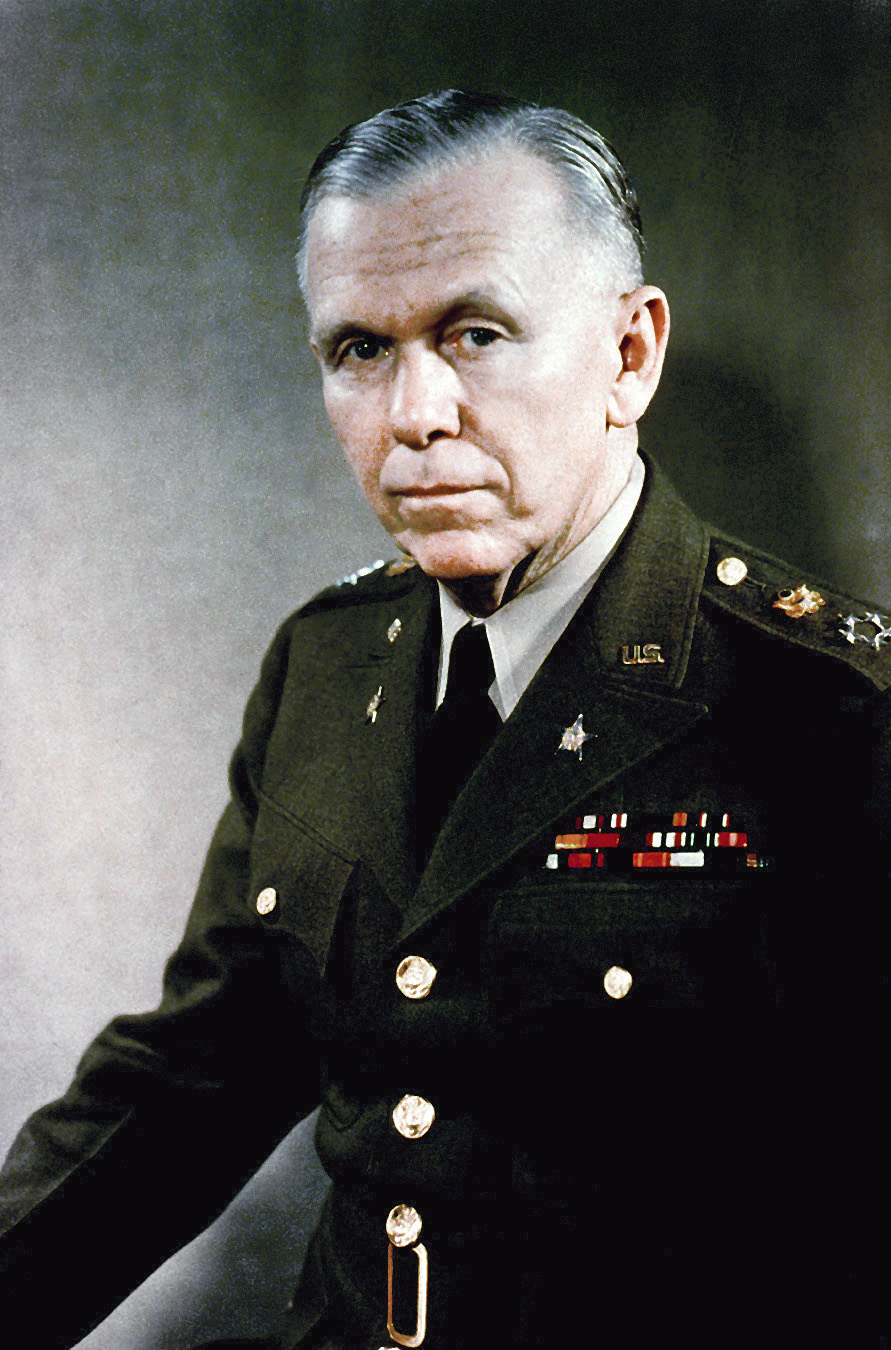
George C. Marshall (1946)

George Catlett Marshall, Jr. (* 31. Dezember 1880 in Uniontown, Fayette County, Pennsylvania; † 16. Oktober 1959 in Washington, D.C.) war ein US-amerikanischer Fünf-Sterne-General (General of the Army) und Staatsmann. Während des Zweiten Weltkriegs koordinierte er als Chief of Staff of the Army (CSA, deutsch etwa: „Generalstabschef des Heeres“) die alliierten Operationen in Europa und im Pazifik.
Nach dem Kriegsende war er US-Außenminister und Schöpfer des Marshallplans, für den er 1953 den Friedensnobelpreis und 1959 den Karlspreis erhielt. Der Marshallplan, offiziell European Recovery Program (ERP), war ein historisch bedeutendes Wirtschaftsförderungsprogramm der USA für den Wiederaufbau der Staaten Europas nach dem Zweiten Weltkrieg. Mit dem Ende seiner nur ein Jahr währenden Dienstzeit als Verteidigungsminister (Secretary of Defense) zog er sich 1951 aus der Politik zurück.

## Biografie

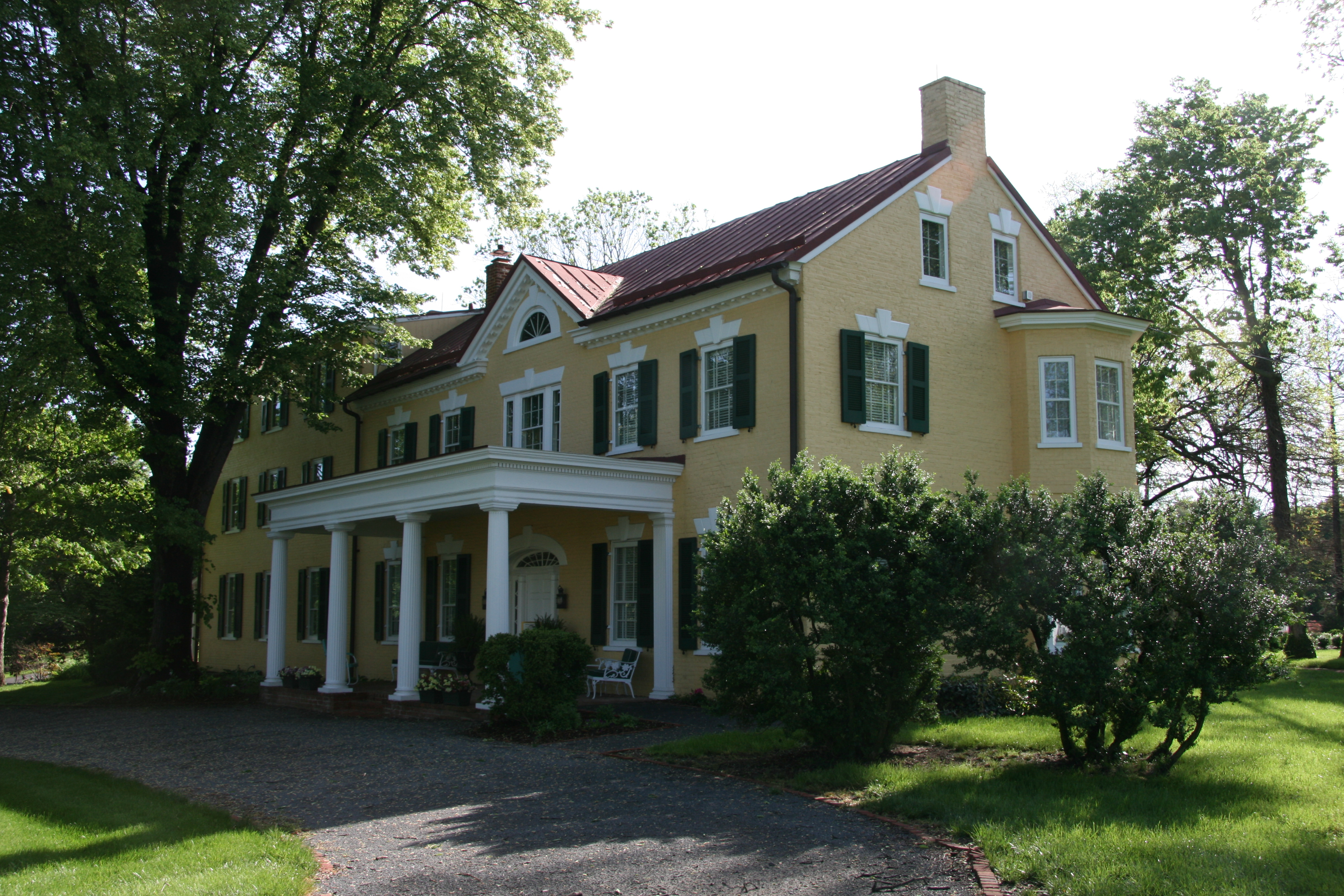
Dodona Manor in Leesburg (Virginia)

### Familie
Marshall war der Sohn des Geschäftsmannes George Catlett Marshall.
Er heiratete 1902 Elizabeth (Lily) Carter Coles (1875–1927). Sie hatten keine Kinder. In zweiter Ehe war er ab 1930 mit Katherine Boyce Tupper (1882–1978) verheiratet, die aus ihrer ersten Ehe drei Kinder mitbrachte.
Die Schauspielerin Kitty Winn ist die Tochter seiner Stieftochter.
Marshall besaß das heute öffentlich zugängliche Dodona Manor in Leesburg, Virginia, das später als Marshall House bekannt wurde.
Er war Freimaurer in der Grand Lodge of the District of Columbia.

### Militärische Laufbahn
Nach seiner Jugend in einer Mittelschicht-Familie absolvierte er eine Ausbildung am Virginia Military Institute und trat dann 1902 in die US Army ein. Im Februar desselben Jahres heiratete er seine Jugendliebe Elizabeth Carter Coles. 1907 wurde er First Lieutenant (Oberleutnant). In der Zeit bis zum Ersten Weltkrieg bekleidete er verschiedene Positionen in den USA und auf den Philippinen. Während des Ersten Weltkrieges plante er sowohl die Ausbildung als auch militärische Operationen. 1916 wurde er zum Captain (Hauptmann) und 1917 zum Major befördert. 1917 kam er nach Frankreich und arbeitete ab 1918 im Hauptquartier der US-amerikanischen Expeditionsstreitkräfte. Er war maßgeblich an Planung und Organisation der Meuse-Argonne-Offensive im Herbst 1918 in der Nähe von Verdun beteiligt.
1919 wurde er Adjutant von John J. Pershing, damals General of the Armies of the United States. Zwischen 1920 und 1924 arbeitete er in verschiedenen Positionen in der US Army und konzentrierte sich dabei auf Ausbildung und Lehre in moderner mechanisierter Kriegführung. Von 1924 bis 1927 war er in Tientsin (China) stationiert und lehrte anschließend an der Infantry School in Fort Benning, Georgia. 1923 wurde er zum Lieutenant Colonel befördert, 1933 zum Colonel und 1936 zum Brigadier General.

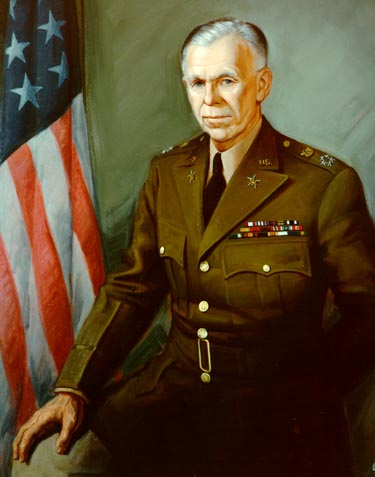
George C. Marshall auf einem Gemälde

Präsident Franklin D. Roosevelt beförderte den Major General 1939 zum 4-Sterne-General und ernannte ihn zum Chief of Staff of the Army, eine Position, die er bis zum Kriegsende innehatte. Marshall reformierte die US Army und machte sie für den Krieg bereit. Er schrieb ein Dokument, das die zentrale Strategie für alle alliierten Operationen in Europa werden sollte. Marshall machte Dwight D. Eisenhower zum Supreme Commander Allied Expeditionary Force (Oberbefehlshaber in Nordwesteuropa) und plante die Operation Roundup, welche die Vorstufe zur späteren Operation Overlord, der Invasion in der Normandie war. Während des Zweiten Weltkriegs koordinierte Marshall alle alliierten Operationen in Europa und im Pazifik. Winston Churchill nannte ihn den „Organisator des alliierten Sieges“, im Time Magazine wurde er Mann des Jahres 1943.
Am 16. Dezember 1944 wurde er zum 5-Sterne-General ernannt. 
Nach dem Kriegsende wurde er nach China entsandt, um einen Waffenstillstand im Chinesischen Bürgerkrieg auszuhandeln. Diese Mission blieb ohne Erfolg und Marshall wurde 1947 in die USA zurückgerufen.

### Diplomat
Marshall war 1945 in den Ruhestand getreten, 1947 wurde er Außenminister der Vereinigten Staaten unter Präsident Harry S. Truman (Kabinett Truman). Am 5. Juni 1947 umriss er in einer Rede das European Recovery Program der US-Regierung, zur Wiederherstellung Europas beizutragen. Dieser Plan wurde später als Marshallplan bekannt. Das Time Magazine erkor ihn 1947 zum zweiten Mal zum Mann des Jahres, 1953 erhielt er für den Marshallplan den Friedensnobelpreis.
Aus dem Außenministerium zog er sich 1949 zurück und wurde nun Präsident des Amerikanischen Roten Kreuzes. 1950 wurde er zum Verteidigungsminister ernannt, zog sich jedoch am 12. September 1951 für immer aus der Politik zurück, nachdem er von Senator Joseph McCarthy (der in der nach ihm benannten McCarthy-Ära vielerorts Kommunisten am Werk wähnte) als Verräter und „Helfer der Kommunisten auf ihrem Weg zur Weltherrschaft“ verdächtigt und beschimpft worden war.
Sein Nachfolger als Verteidigungsminister wurde Robert A. Lovett.
Marshall starb 1959 im Walter-Reed-Militärkrankenhaus in Washington D.C. und wurde auf dem Nationalfriedhof Arlington beigesetzt.

## Ehrungen

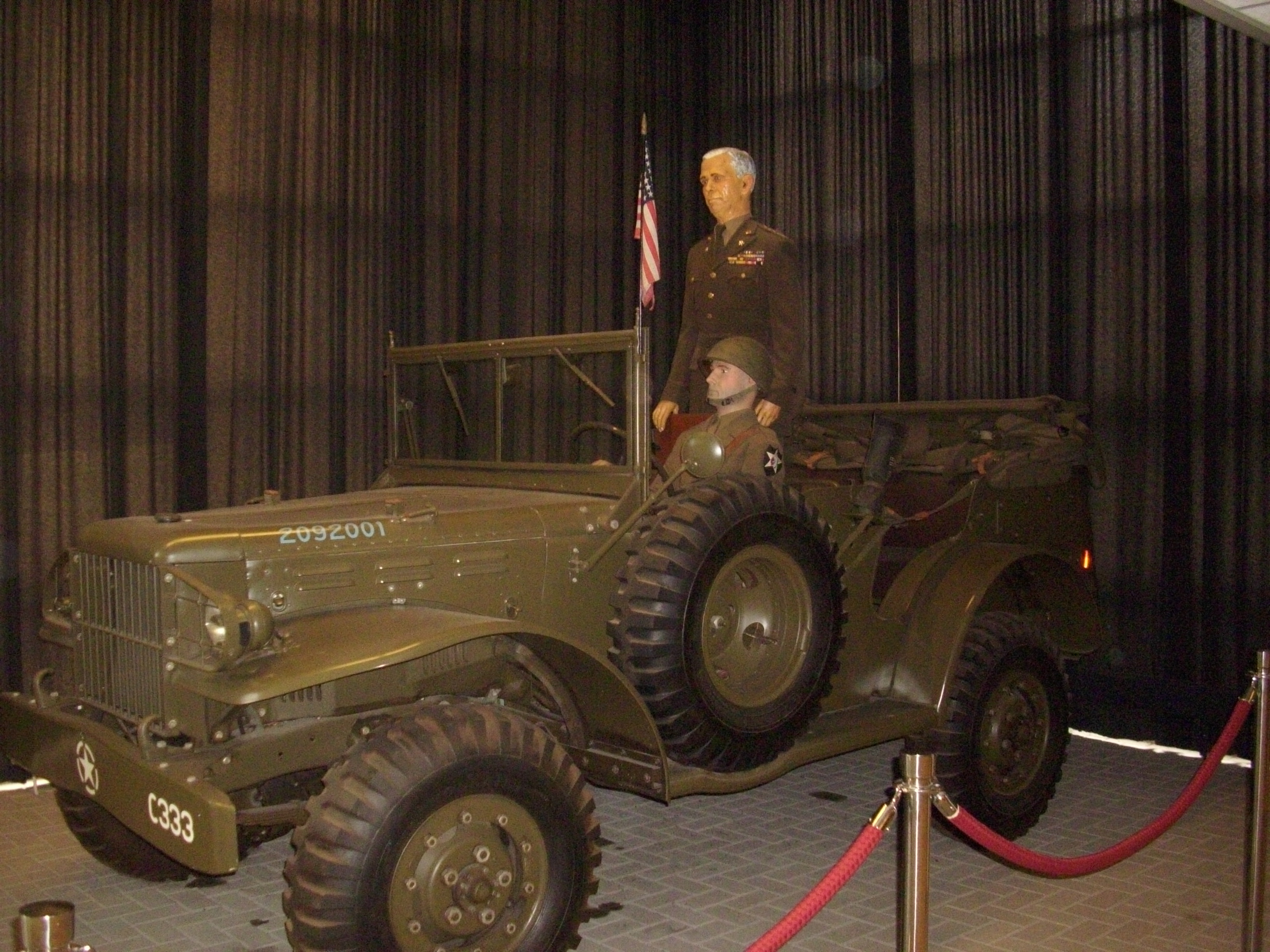
Diorama zu Ehren von George C. Marshall im Liberty Park, Overloon/NL

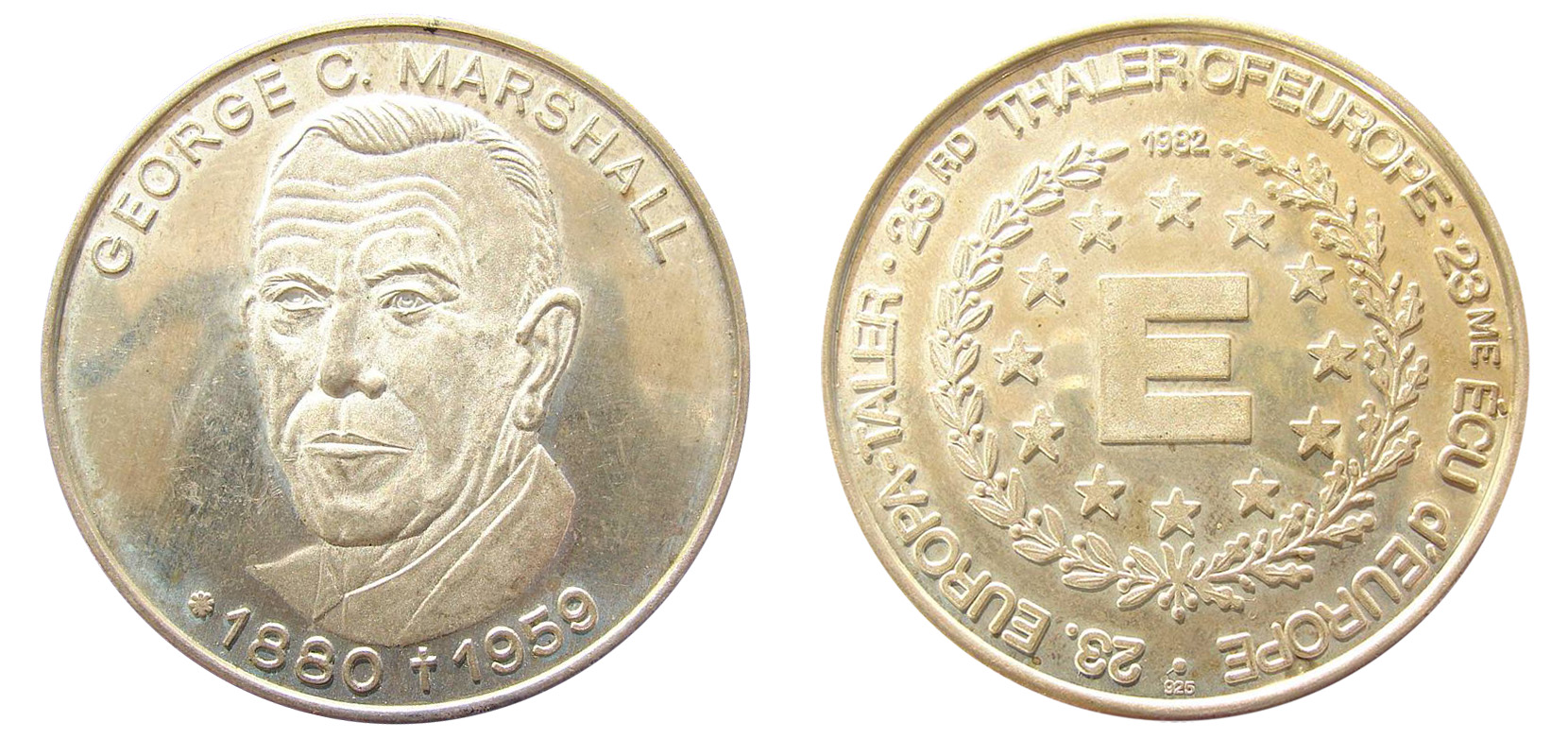
Medaille zur Erinnerung an Marshalls Verdienste (1982)

- Diverse militärische und ausländische Orden wurden Marshall verliehen, unter anderem der Silver Star und das Distinguished Service Cross.
- Viele Gebäude, Schulen und Straßen in den USA und anderen Staaten sind nach ihm benannt worden
- 1946: Congressional Gold Medal[2]
- 1946: Mitglied der American Philosophical Society[3]
- 1953: Friedensnobelpreis für den Marshallplan.
- 1959: Karlspreis der Stadt Aachen
- 1960: Marshall Space Flight Center in Huntsville (Alabama).
- um 1960: Marshall-Archipel in der Antarktis trägt seinen Namen.
- 1963: Brunnen in Frankfurt am Main, gestaltet von Toni Stadler, Einweihung im Beisein der Witwe Marshalls.
- Diorama-Bildnis von Marshall im Liberty Park, Overloon/NL
- In der Historischen Rangordnung der höchsten Offiziere der Vereinigten Staaten wird er auf dem hohen 15. Rang geführt.
- 1950: George-C.-Marshall-Haus auf dem Gelände der Messe Berlin, eröffnet im Rahmen der ersten Deutschen Industrieausstellung. Das von Bruno Grimmek entworfene Gebäude beherbergt einen Kino- sowie einen Ausstellungssaal:[4]
- 1982: Europäische Medaille „23. Europa-Taler“ („23me Écu d'Europe“) zur Erinnerung an Marshalls Verdienste um Europa
- 1994: George C. Marshall Europäisches Zentrum für Sicherheitsstudien (Marshall Center) in Garmisch-Partenkirchen. Das Marshall-Center ist eine deutsch-amerikanische Einrichtung für Verteidigungs- und Sicherheitsstudien. Das 1993 gegründete Marshall Center dient zur Verbesserung von demokratischen Institutionen und Beziehungen durch Unterstützung einer aktiven, friedlichen Zusammenarbeit in Sicherheitsangelegenheiten und durch Förderung dauerhafter Partnerschaften zwischen den Nationen Europas, Eurasiens und Nordamerikas. Es bietet Lehrgänge, Konferenzen und andere Programme an. Es wird von den USA und der Bundesrepublik Deutschland unterstützt.

## Veröffentlichungen
- George C. Marshall: Infanterie im Kampf. Kriegserfahrung gegen Friedensirrtümer (Infantry in battle), übersetzt von Arthur Ehrhardt, Potsdam (Voggenreiter) 1936.
- George C. Marshall: Memoirs of My Services in the World War, 1917–1918. Edited by James L. Collins Jr., Houghton Mifflin, Boston 1976, ISBN 978-0-395-20725-3.

The Papers of George Catlett Marshall der George C. Marshall Stiftung:
- Larry Bland, Fred L. Hadsel: The Papers of George Catlett Marshall: The Soldierly Spirit, December 1880 – June 1939. Johns Hopkins University Press, 1982, ISBN 0-8018-2552-0.
- Larry Bland, Clarence E. Wunderlin: The Papers of George Catlett Marshall: We Cannot Delay, July 1, 1939 – December 6, 1941. Johns Hopkins University Press, 1986, ISBN 0-8018-2553-9.
- Larry Bland, Sharon R. Ritenour: The Papers of George Catlett Marshall: The Right Man for the Job, December 7, 1941 – May 31, 1943. Johns Hopkins University Press, 1991, ISBN 0-8018-2967-4.
- Larry Bland, Sharon R. Ritenour: The Papers of George Catlett Marshall: Aggressive and Determined Leadership, June 1, 1943 – December 31, 1944. Johns Hopkins University Press, 1996, ISBN 0-8018-5368-0.
- Larry Bland, Sharon R. Ritenour: The Papers of George Catlett Marshall: The Finest Soldier, January 1, 1945 – January 7, 1947. Johns Hopkins University Press, 2004, ISBN 0-8018-7871-3.